# コロニア・ディグニダ

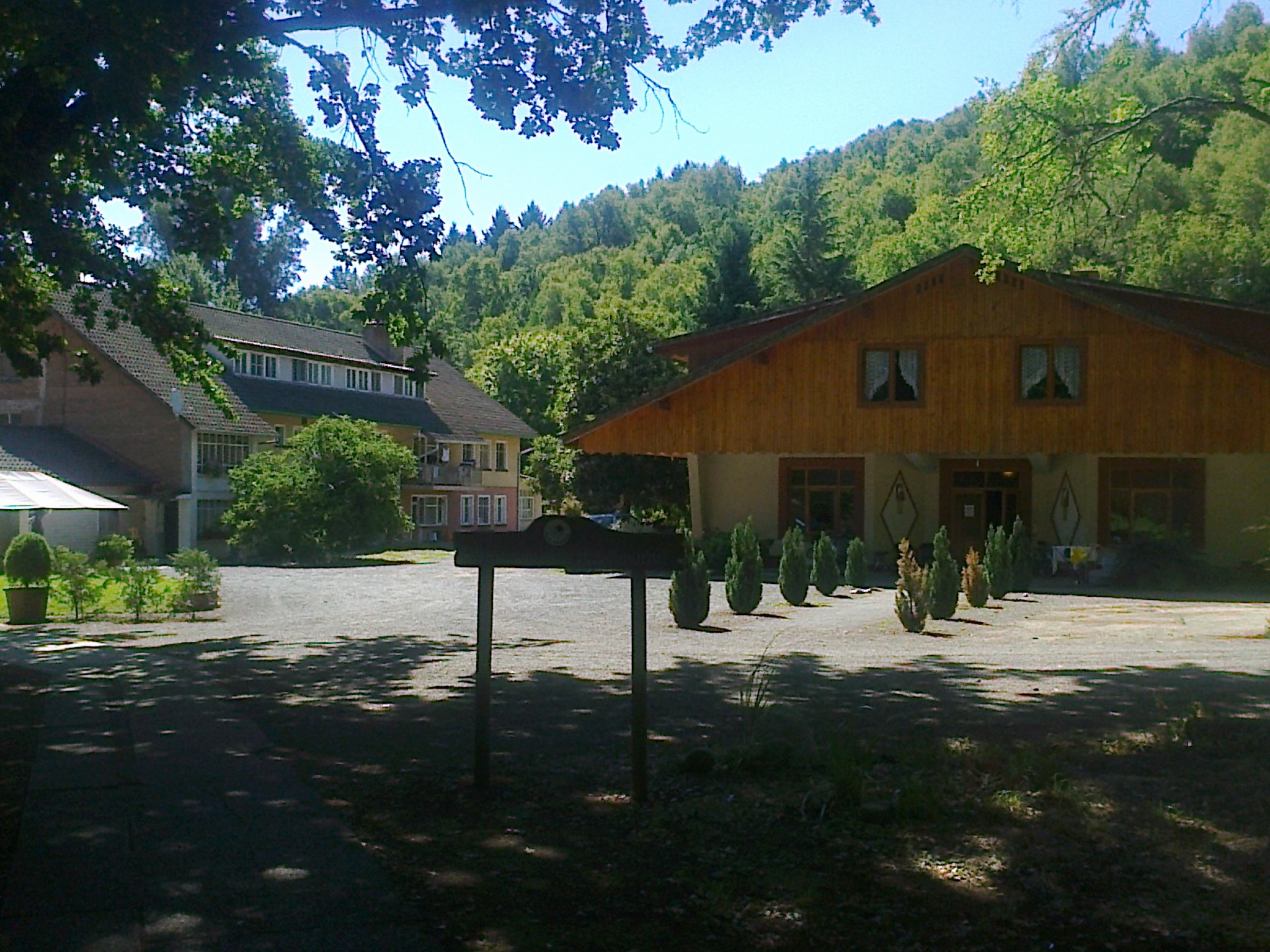
ビジャ・バビエラの建物

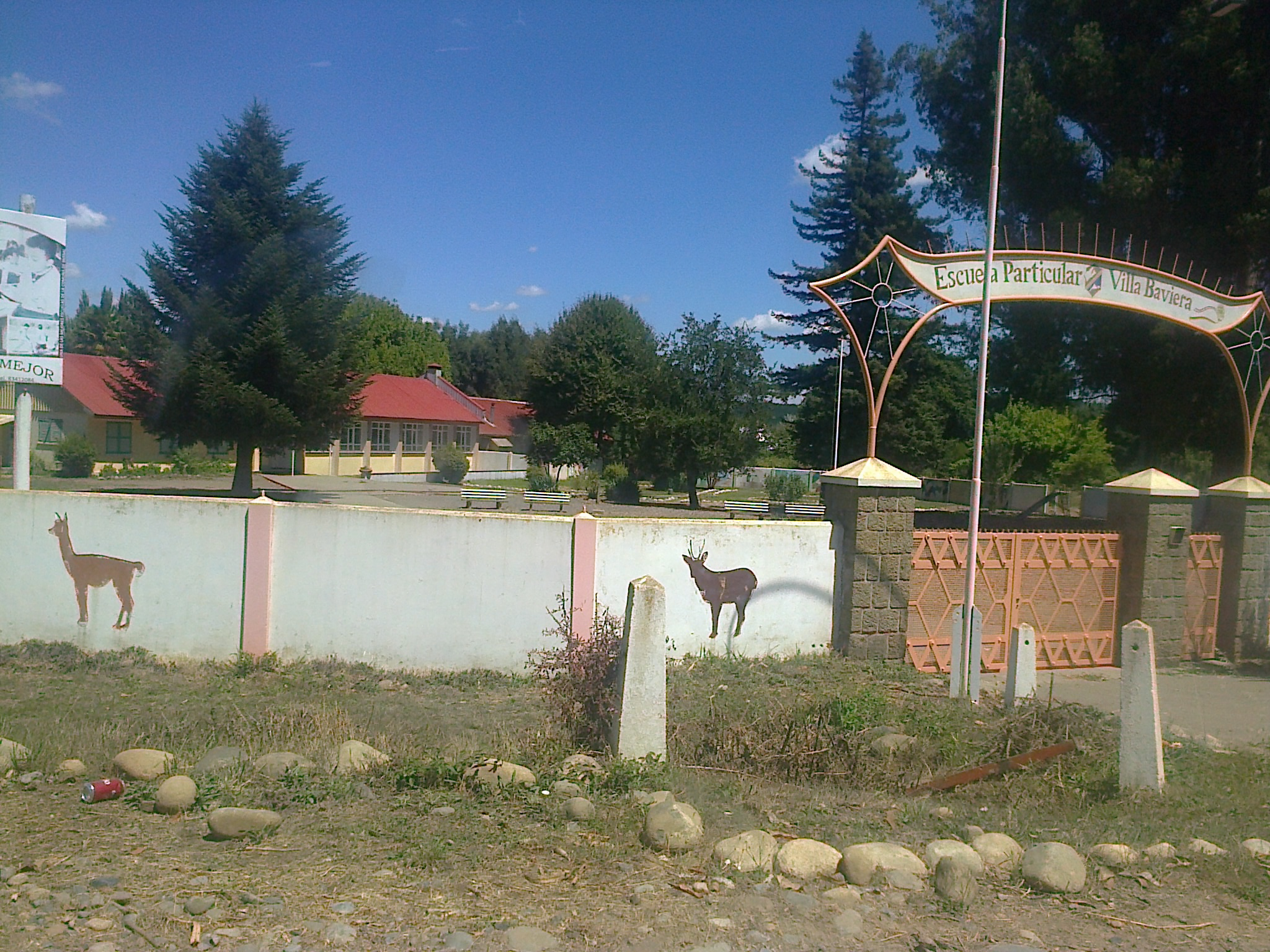
ビジャ・バビエラの学校

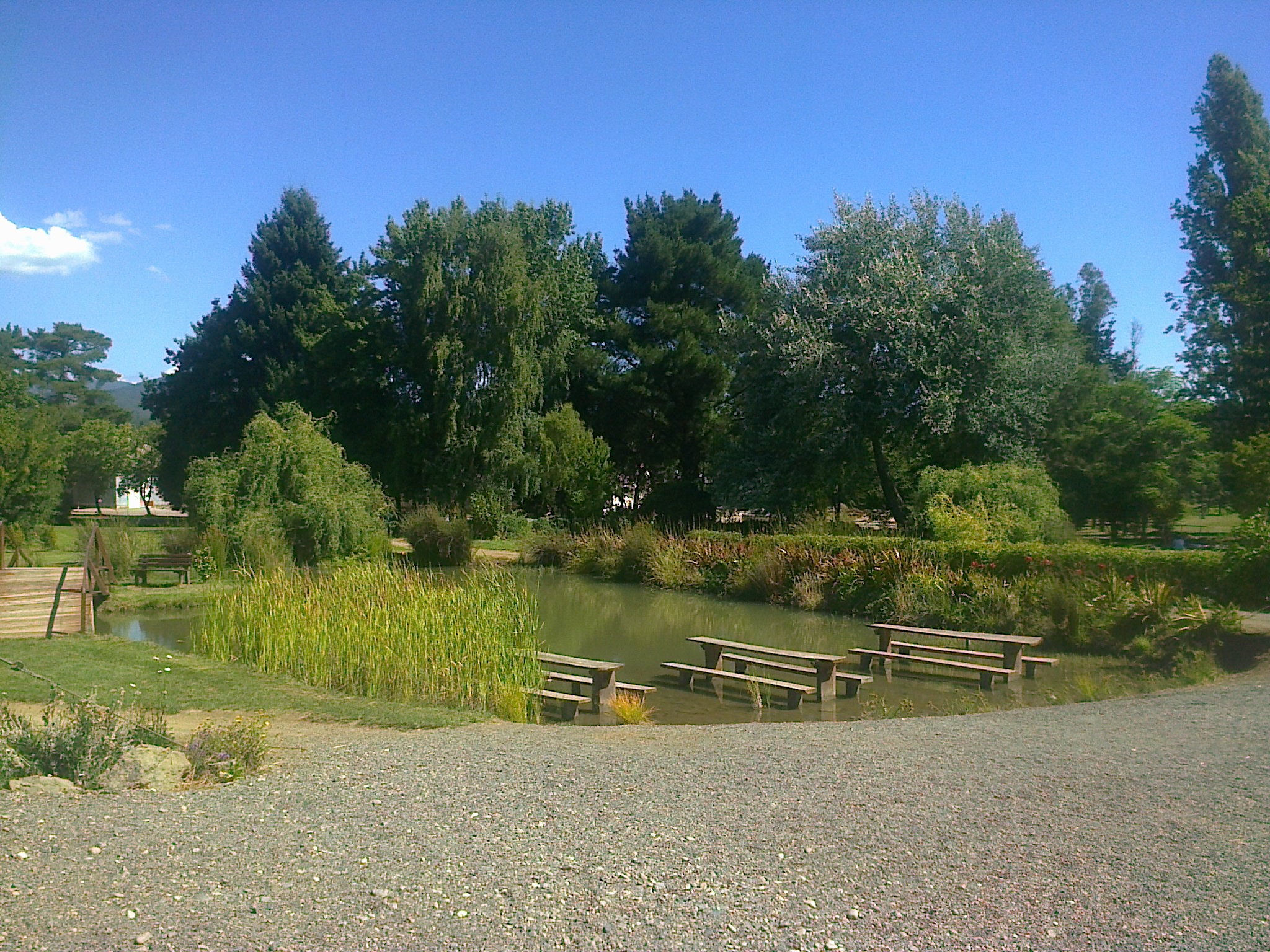
ビジャ・バビエラの庭園

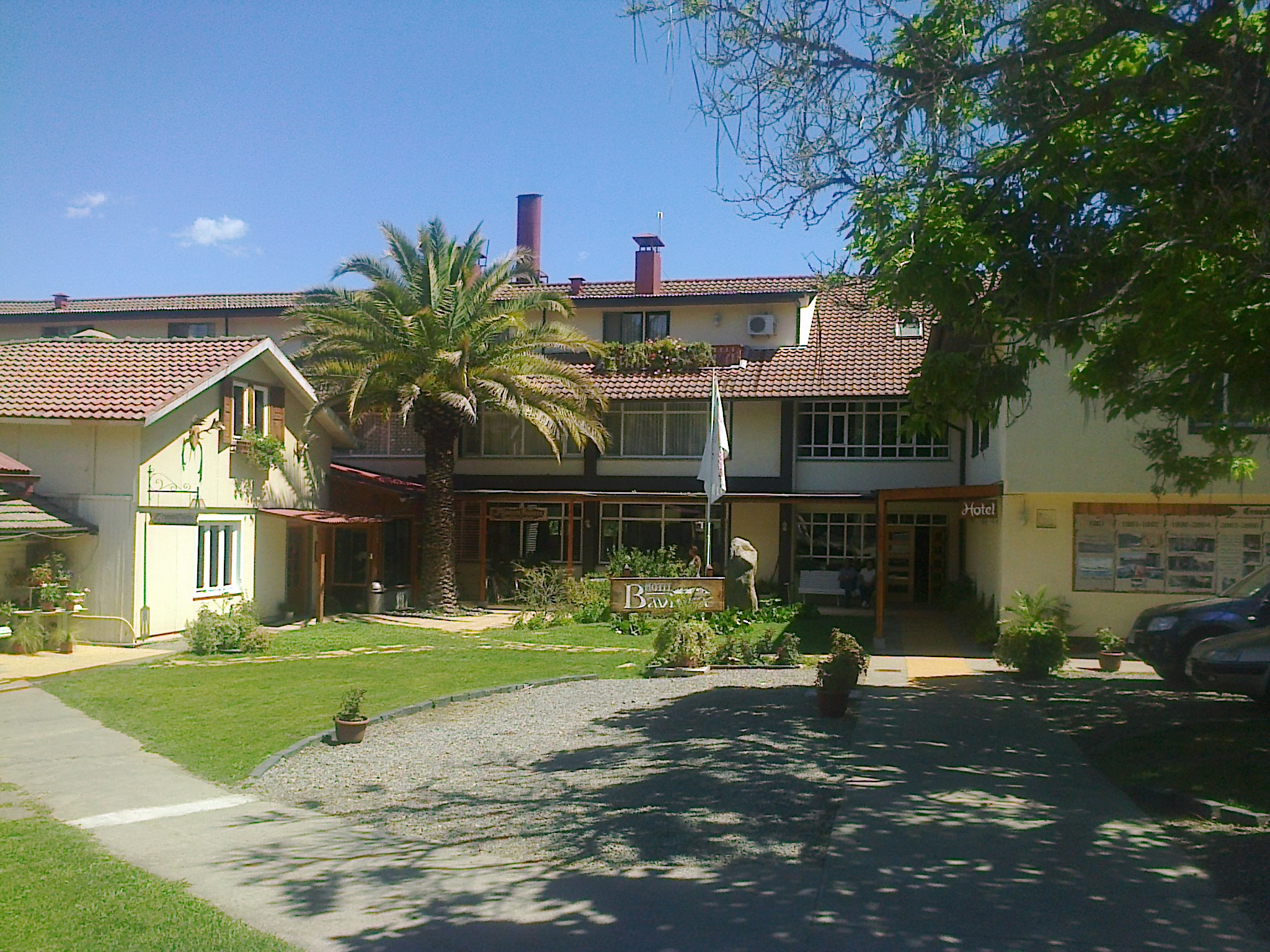
ビジャ・バビエラのホテル

コロニア・ディグニダ（スペイン語: Colonia Dignidad）は、チリ共和国マウレ州リナレス県パラルにある、1961年に開墾されたドイツ系移民を中心とした入植地の旧名称。
現在名はビジャ・バビエラ（Villa Baviera/「バイエルン州風ビラ」の意味）。元ナチス党員で、アドルフ・ヒトラーを崇拝し、子どもに対する性的虐待でドイツを追われたキリスト教バプテスト派の指導者、パウル・シェーファーらが設立した。

## 概要
コロニーのフルネームは「尊厳慈善および教育協会（Sociedad Benefactora y Educacional Dignidad）」。ドイツ人及びチリ人の資金により開墾、運営され、キリスト教の教義をモデルに掲げているが、1960年代初頭の入植当初から40年以上、ドイツ人のシェーファーの指導の下、拷問や性的虐待、殺害をもって運営を続けた カルト団体。
また、2022年を過ぎた現在でも行方不明者の家族を中心に捜索を求めた告発が続いているが   、ドイツ系レストラン及び宿泊施設として運営を続け、WEBサイトもある  。2005年の創設者シェーファー逮捕後以後は、「新しく生まれ変わった」ことを標榜してはいるが、「ビジャ・バビエラ」という新名称自体が、ドイツ人の元ナチスSSで武器商人のゲルハルト・メルティンズのアドバイスを受けたものであり、2021年2月にも、チリ軍事政期の残虐行為に関する証拠を破壊、隠滅行為により警察とも争い、問題になった。
サンティアゴから南に340キロメートル、パラル市街地から35キロメートル南東、ペルクイラウクエン川北岸にあり、チリ中心部から離れた森が多い閉鎖的な地域にある。2015年に公開された映画『コロニア』の舞台となった。
また、チリの軍政期で冷戦下でもある1970年代前半から1989年には、国家による保護（これにはアメリカや西ドイツも含む）も加わり、完全閉鎖型の強制収容所として反軍事政権側の政治犯を収容していった。ここでは取り調べと人体実験を目的とした拷問の後、行方不明にさせていった。コロニア内部には、チリにおける極右準軍事組織の基地もあり、武器隠匿および彼らの 訓練も行われていた。
ドイツ人とチリ軍部により完全閉鎖されていたため、1970年代当時行方不明とされていた、アドルフ・ヒトラーの後継者のマルティン・ボルマンをかくまっていたと噂された。
1980年代から1990年にかけ、最初に当入植地を調べた西ドイツ人ジャーナリスト、ゲロ・ゲンバラは、コロニア・ディグニダについて、「最もドイツ的価値観の一つである『労働、秩序、清潔さ、規律』が未だ恐ろしいものを作り出すという証左」と記した。チリの軍事政権当時、政治犯としてコロニアに移送され、24日間拷問を受け続けたアドリアナ・ボルケスは、同入植地を一言で表す表現として、「地獄」と述べている。

## 初期のコロニア（1961年-1973年）

### 設立初期
1960年代から1980年代の最大時で300人程度のドイツ人およびチリ人が居住していた。設立当初、周囲のチリ人たちは、このドイツ系コミュニティが持つ清潔さや秩序だった雰囲気、整備の行き届いたメルセデス・ベンツのバス、可愛らしいブロンドの少女達などに感嘆し、批判を受け入れなかった。
また、19世紀後半からチリに根付いたドイツ系移民達が、強い忍耐とハードワークを持って荒れ地を開墾し、チリで尊敬を集めていたことも彼らが受け入れられ易い土壌として働いた。こうした理由から、当初のコロニアのイメージは、この地を開墾する「熱心な努力家たち」であった。

### シェーファーの異常さ
指導者パウル・シェーファーは、原始キリスト教時代の共同体をモデルに入植地を造っていった。しかしそこは聖書とは異なり愛はなく、非情な強制性ばかりが存在していた。家族というものは存在せず、牧師が入植者たちを導き、家族単位で入植した者たちは強制的に別れさせられた。彼らは年齢と性別によってグループに分けられた 。
聖書にある「持ち物を共有する」という部分も、曲解され強制的な形で採り入れられた。たとえば入植地内で生まれた子供は出産直後に母親から取り上げられ、コロニアの保母によって育てられた。このため「実の兄弟」という概念は、コロニア内では存在しなかった。親も皆が共有であり、誰の親でもあり、誰の親でもなかった。「自分だけの特別な大人」というものはなく、コロニア内の大人たちは皆が叔父、叔母であった 。
家族の分離は強制的であり、同じ入植地内にいても、話すことすら禁じられた。こうしてコロニアで育てられた子ども達には長期間の親からの分離と愛が与えられていないため、とても冷たく、無気力で、施設病のような状態が見られた。また、ヨーロッパから連れてこられた子どもたちには、当初その親たちに約束された十分な教育はなされず、コロニア内にある学校で僅かばかりの教育を受けた後、6、7歳から365日続く無償の強制労働と処罰、性虐待が待っていた。これはチリ人の孤児も同じ運命であった 。
入植者としてコロニアに入る者たちは当初「いつでも自由が保障される」と言われるのだが、実際には脱出不可能であった。彼らは主に3つに分けられた。シェーファーに完全に性的に従属し、自ら進んで何でもする者たちは、「立派なクリスチャン」とされた（近年は当時の現実を証言する者も出ている）。次にコロニアの労働に耐えられず、脱出を試みる者は、「頭がおかしい者」や「売春婦」とされた。彼らはチリ中どこまでも追跡され、連れ戻された後は薬を打たれ、処罰されていた。そして最後は「共産主義者」であった。また指導者シェーファーは「神の次に来る存在」として崇められた。

### 人体実験と性的虐待

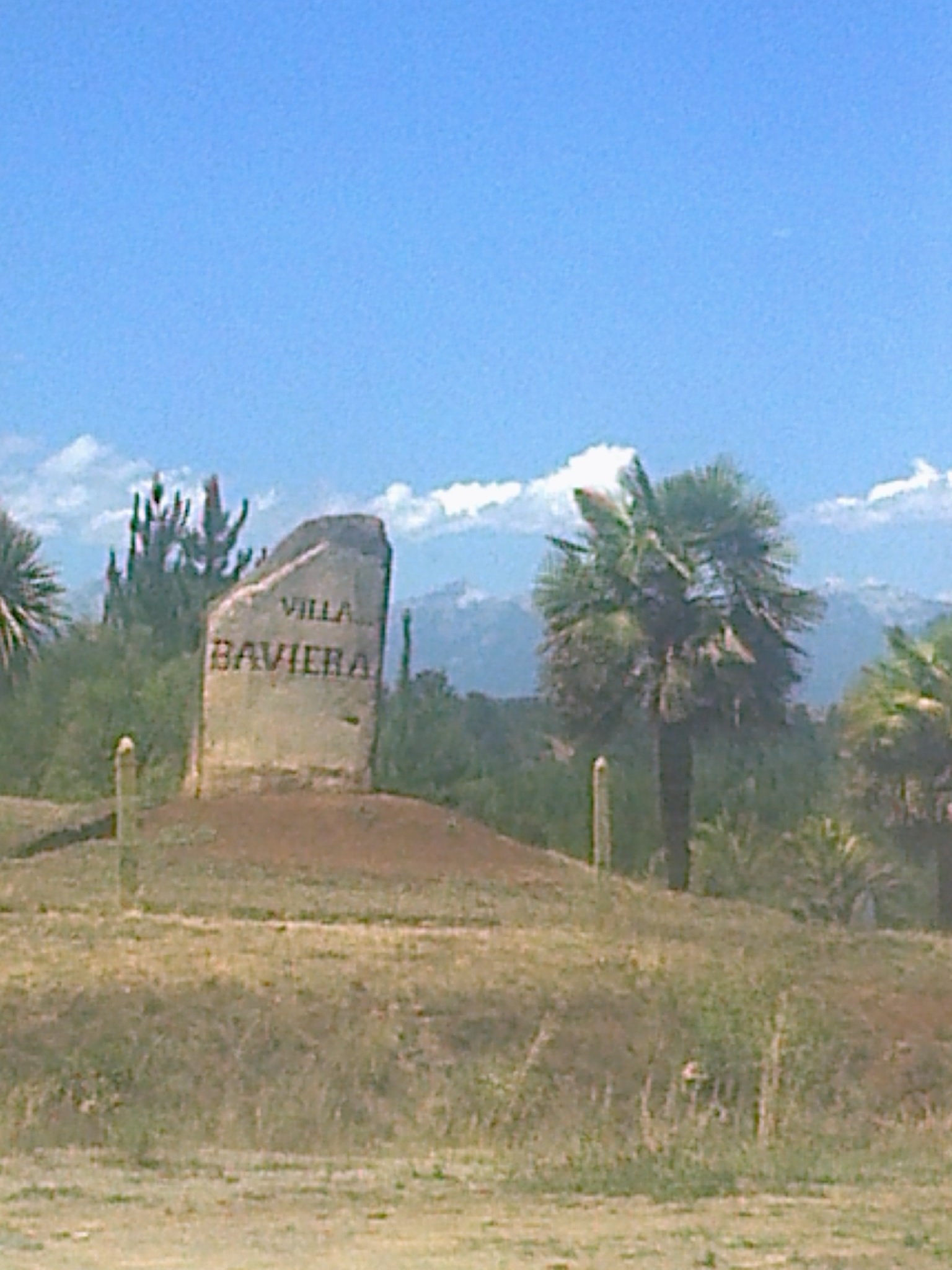
ビジャ・バビエラ入口を示す碑

こうした異常性に声をあげる者がいなかったわけではないが、脱出者は捕まり、または強制的に西ドイツに戻されたりした。コロニアはチリ政府と力強いコネクションを築き上げてしまったからである。このためコロニアには法がおよばず、「国家の中の異国」、「チリの法律が及ぶのはコロニアの玄関まで」と呼ばれた。 
指導者シェーファーによる子どもに対する性的虐待は、儀式化、組織化、ルーティン化され、6歳頃から始められた。コロニアでは家族という単位自体が存在しないため、子どもたちが父親や母親に助けを呼ぶことは一切できなかった。そしてシェーファーは一日に3、4人の男の子を性的にもてあそんだ。周囲の者たちは、恐怖のため誰も声をあげることが出来なかった。シェーファーに性的に愛された者には特権が与えられ、彼の要望にこちらから進んで応えない者には電気ショックなどの拷問のほか、周囲の者が食べる中で食事も与えられなかった。
コロニーからの離脱者は、「パウル・シェーファーが絶対的権力を握るカルト」であったと証言しており、住民は決してコロニーを離れることが許されず、性により厳格に区別され、逃げられなかった。監視体制が行き届き、フェンスと有刺鉄線、そして赤外線センサーで覆われていたからである。更に外ではコロニアに協力する住民と軍、警察、ドイツ大使館によって守られていた。
たとえ親子であっても共にいることは徹底して禁じられた。このため同じ入植地で過ごしながら、親子で撮った写真すらほとんどないのである。彼らは双方とも薬を打たれ、電気ショックなどの拷問を受け続けた。こうした中シェーファーは好き勝手に暴力を振るい、日々子供たちを性的に虐待し続けた。また労働は7歳から始まり、1週間7日、1日16時間、365日続いた。反抗的な者に対してはほぼ日常的に暴力が振るわれた。
外部からの情報を遮断する意味から、テレビや電話、カレンダーは禁じられ、住民はバイエルンの農民の服を身に纏い、ドイツの民謡を歌いながら働いていた。セックスも禁じられ、性欲を抑える薬の服用を強要された住民もいた。もっぱら女児に対し鎮静作用のある薬が投与された。殴打や拷問といった形での「しつけ」は日常的に行われた。
だが一方で、シェーファーは子供に対する性的なもて遊びをルーティンとしていた。またシェーファーが望むことを喜んでやらない場合は、別の建物に連れて行かれ、電気ショックを含む拷問を受けた。
元入植者で脱走者のヴォルフガング・ミューラーは、1966年、入植者で初めて指導者シェーファーによる性虐待を告訴している。3度の脱走の末に行った告訴では、シェーファーとコロニアの医師は12歳の少年であった頃からほぼ日常的に彼を殴り、電気ショックを与え、薬物注射を行っていたことが訴えられた。さらに彼を薬と拷問の実験台とし、朝から晩まで強制的に働かせ続けた。しかしチリの裁判所はそれを認めず、同じように虐待を受けた母親共々、惨めな形で西ドイツに戻すことでうやむやにしている。

### 資金源及び武器隠匿
コロニアの表面の経済活動は農業であった。コロニアでは、シェーファーの楽園を作るため、1年365日、1日16時間の無償強制労働が続けられた。また、1960年代の入植当初から小児虐待、強制労働、電気ショックを含む拷問が行われた 。
入植地は、広さ13,000ヘクタール（東京ドーム約2,780個分）を持ち、学校や無料の病院、食料品から最新型のメルセデス・ベンツのセダンやトラック、武器や化学兵器などの地下工場や2本の滑走路の他、発電所さえ存在した。さらに高さ100メートルを超える監視塔、赤外線センサーで網羅された鉄条網や対戦車防護壁、各建物を繋ぐ無線、有線の連絡網など、農場を守るだけとは思えない規模の様々な施設があり、そのために「アドルフ・ヒトラーやマルティン・ボルマンの逃亡先では」とまで噂された。
なお、コロニアの初期当時から、コロニアはシェーファーなどのヒトラー信奉者を中心とした「ナチス残党を集めてナチスの再建を図っている」ドイツ亡命者の集まりで、さらに冷戦下でCIA、ロッジP2などの反共主義組織との武器売買の関係が噂されていた。
これらの資金源は、ナチス時代のドイツから戦前に持ち出していた、本来なら敗戦時に東西ドイツおよび戦勝国に返還すべきものである資金を横領したものと、敗戦時に横領し元ナチ党員やドイツ軍関係者により南米に持ち出された金品（これも敗戦時に東西ドイツおよび戦勝国に返還すべきもの）、戦後のナチ党信奉者からの寄付、米中央情報局（CIA）やロッジP2、チリ政府（1973年以降はピノチェトの軍事政権）などとの不法な武器売買、そしてコロニア内での麻薬栽培を含む農業によるものと推測されている。
そして1979年にはサイモン・ヴィーゼンタールが、かつてアウシュヴィッツ強制収容所にて様々な人体実験を行い「死の天使」として恐れられ、戦後にナチ・ハンターの捜索対象となっていた医師のヨーゼフ・メンゲレが、第二次世界大戦後にコロニー内にいたことを明らかにした 。またコロニアからの脱走者ヴォルフガング・ミューラーも、入植地内にナチ親衛隊の士官が2名いたことを認めた（後に撤回）。その士官としてオットー・スコルツェニーが噂された。

## 軍事政権下のコロニア（1973年-1990年）

### チリ軍事政権との関係

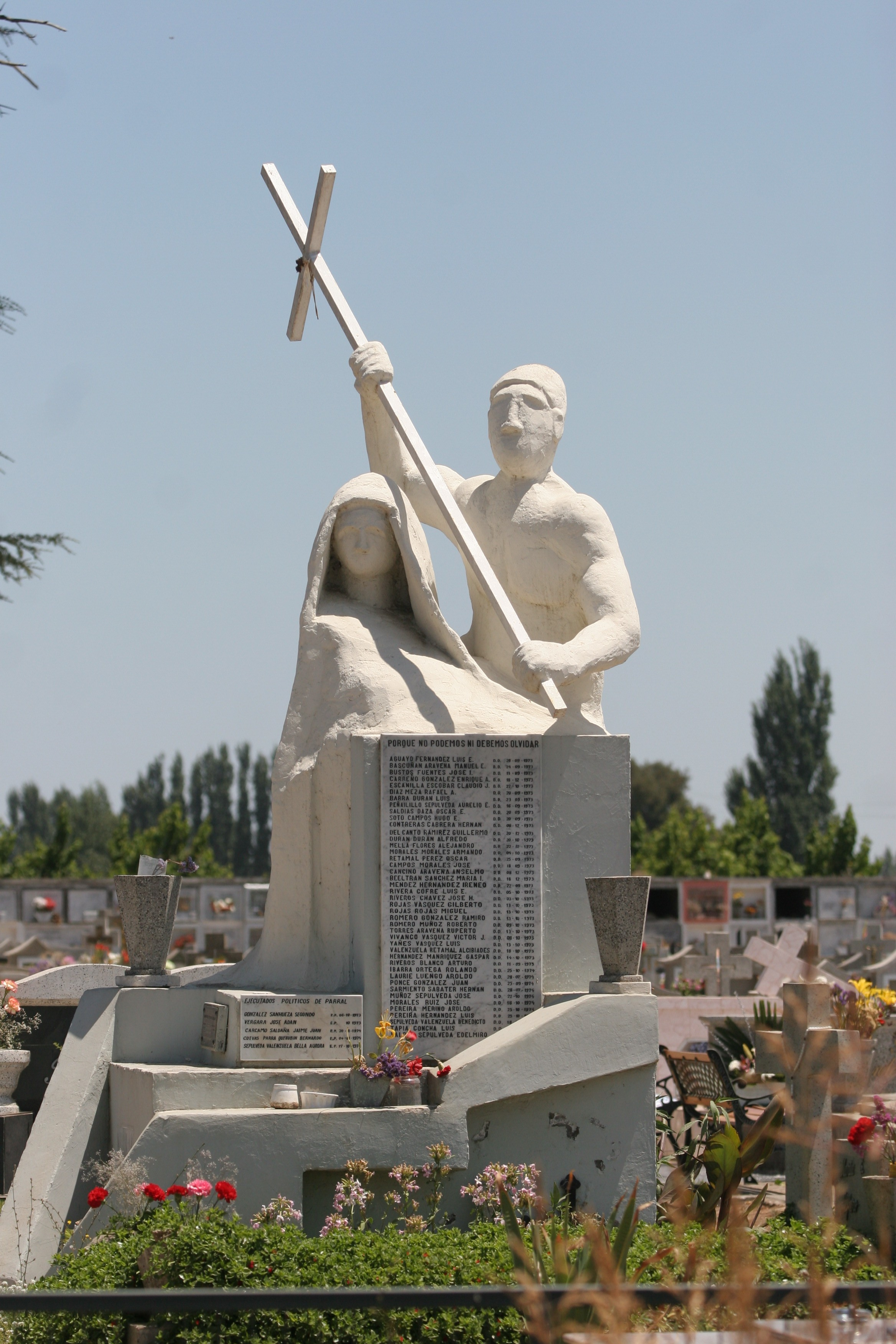
パラル地域の軍政犠牲者を慰めるモニュメント

チリ在住のカナダ人ジャーナリスト、レイク・サガリスによれば、1960年代の入植当初からコロニアは地元のチリ要人達をしばしば内部に招いてもてなした。そこには、素晴らしいヨーロッパの料理とデリケートな味付けを施されたお菓子、アンデスの麓の人里離れた大きな農業施設があった。また高性能の発電機、農作機械を扱う店、天使のような子ども達によるオーケストラと彼らが歌うコーラス、規律正しい生活文化もあった。それらは全く外の世界（チリ）とは異なっていた。
しかしコロニアは、アウグスト・ピノチェト率いる軍事政権時代のチリ政府にさえ秘密主義を貫き、周辺は有刺鉄線で高度なセンサーが付いたフェンスや探照灯、望楼で囲まれており、飛行場にバンカーと呼ばれる地下施設も存在した。さらに内部には電子機器や通信機器、ロケットランチャーを含む武器や戦車を含む兵器を隠し持ち、これらの小火器を製造する工場すら持っていた。2000年代に入りこれらの地下施設や隠し場所、フェンスが廃棄され、今はこれらの残骸が放置されている。
また度重なるナチとの関係や武器製造、性的虐待や拷問、そしてこれだけの土地と建物、武器の資金源などの不穏な噂や逃亡者があり、これに対してチリ国内や西ドイツ、アメリカや日本、カナダなどの外国のジャーナリストやマスコミ、アムネスティ・インターナショナルなどの各種団体からの取材（1980年にジャーナリストの落合信彦が週刊誌記事の「20世紀最後の真実」の取材に訪れたが、コロニアは取材を拒否している）や圧力にもかかわらず、コロニアはチリ国内の容共、反共政府からはその存在が認められていた。
それは歴代政府エドゥアルド・フレイ・モンタルバ（1964－1970）、サルバドール・アジェンデ（1970－1973、左派）、アウグスト・ピノチェト（1973-1990）、パトリシオ・エイルウィン（1990－1994）と続いた。なぜならコロニア自身が、豊富な資金とドイツ系移民のネットワークをもとに、チリ国内の裁判所、議会、警察などに強力なネットワークを築き上げたからであった。
1966年にコロニアを取材したジャーナリスト、オズワルド・ムライによれば、コロニア内の訪問帳には、チリ国内のほとんどの権力筋のサインが書かれていた。招待された彼ら皆々は、ここで一週間程度の優雅なヨーロッパの休日を楽しんでいった。軍事政権当時はピノチェトを始め、彼の右腕で秘密警察トップのマヌエル・コントレラスも、しばしばコロニアを訪れている。コロニア・ディグダと軍事政権は緊密な関係を保っていた。

### 西ドイツ政府との関係
なお、1960年代から1980年代という冷戦下において、元ナチ政府関係者も多かった西ドイツ政府はコロニアの問題に表向きは興味を持つことはなく、むしろ在チリ西ドイツ大使館は親密な関係を指導者パウル・シェーファーとの間に保って行った。
たとえば1976年から1979年にかけての西ドイツ大使のエーリッヒ・ストラートリングは、入植地の作業員から家と車の修理を受けていた。在チリドイツ大使館がコロニアとの関係を認めたのは、2017年になってからであった。

### 拷問

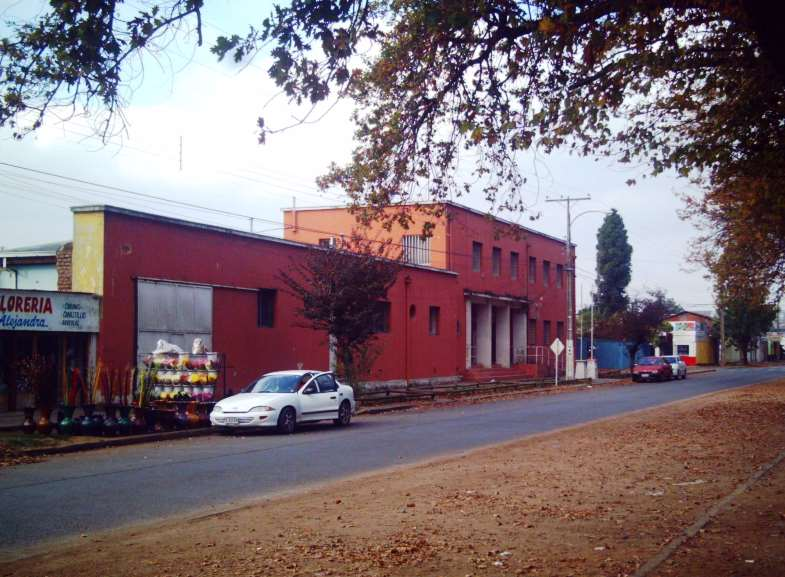
パラル市内にある刑務所

1973年9月11日、チリはクーデターに見舞われた。アウグスト・ピノチェトの軍事政権下、秘密警察である国家情報局(DINA) に捕まった者およそ300人がコロニア・ディグニダへ連行された。軍事政権にとってコロニアは好都合であった。なぜならコロニアは広大な閉鎖された土地を持ち、チリ国軍との関係も強固であったからである。またコロニア住人への拷問は設立当初からであり、その他暴力にも強い親和性があった。
チリの政治犯たちはパラル市内の警察署や刑務所、さらに首都サンティアゴからコロニアに連行され、そこで更に重いドイツ式の取り調べや拷問を受け、場合によっては行方不明にされた。パラル市内の刑務所や警察署などと比べ、コロニア・ディグニダの方が、より洗練された「ドイツ（ナチ）式拷問法」、つまり重い拷問法を持っていた。
またコロニア・ディグニダ自身は秘密主義だが、関係する者たち全ての情報を集めた。たとえば住民、敵、タクシー運転手、ジャーナリスト、弁護士、友人である軍事政権側の関係者や彼らの敵、味方など、一人一人についても諜報活動を行い、ファイル化していた。
免責によって守られた秘密警察及びコロニア側の協力者双方によって取り調べ及び拷問を受け、少なくとも100人が殺されたと考えられている。その中にはアメリカのペンシルバニア州立大学の、ドイツ人ユダヤ系数学者ボリス・ウェイスフェイラーも含まれる。

## 民政化後のコロニア（1990年-現在）

### シェーファー逃亡
1990年代前半の冷戦終結とアウグスト・ピノチェト率いる軍事政権時代の完全な終焉を受けて、1996年にはチリ軍と警察からの捜査を受け、弾薬や武器製造、拷問や通信傍受などのコロニアの秘密はほぼ廃棄されたと思われた。
さらにシェーファーは、1997年5月20日、エドゥアルド・フレイ政権下で少年に対する性的暴行の容疑で再び起訴を受ける。この起訴によれば、コミュニティ内の診療所と学校を利用していた26人の少年からシェーファーらによる暴行の証言を得たとされる。起訴を受けたシェーファーは姿を消し国外に逃亡、2004年に懲役20年の判決を受け欠席裁判で有罪判決が下された。
2005年3月10日、8年近く失踪していた創設者シェーファーは隣国のアルゼンチン、ブエノスアイレスからおよそ40キロメートル地点のラスアカシアスと呼ばれる地区で発見された。チリとアルゼンチン当局による2日間の交渉の末、シェーファーは裁判所に出頭するべくチリ側へと引き渡された。

### シェーファー逮捕後と隠された武器
2005年のシェーファー逮捕後の6月から7月にかけて、チリ警察はコロニー内部あるいは付近に兵器の隠し場所2か所を発見した。コロニー内部にあった1つ目の隠し場所には機関銃や自動小銃、ロケットランチャーや地雷の他大量の弾薬が入った3つのコンテナを含み、中には40年前に製造されたものもあった。地下からは戦車すら見つかった。この隠し場所は、これまでチリの民間所有で発見されたものとしては最大の兵器庫と言われる。
コロニアが運営していたレストランの外にあった2つ目の隠し場所でも、ロケットランチャーや手榴弾が発見された。8月26日、チリ警察当局が元指導者シェーファーらへの捜査の一環として資産を管理するためコロニアに入った。

### 改名とシェーファーの死
またシェーファー逮捕後、コロニア・ディグニダは、「ビジャ・バビエラ」（スペイン語で「ババリア（バイエルン）風のビラ」の意味）と名前を変え、現在はホテルとレストランというレクレーション施設として現存している。その後2010年にシェーファーは死亡した。

### シェーファー死後
しかし、軍政期からシェーファーの死、そして現在に至るまで、「ビジャ・バビエラ」はエルナン・ララインというピノチェト派の強力な弁護士による保護を受けている。ララインはコロニアによる拷問、小児に対する性虐待、反軍政派に対する行方不明など、いかなる告発も握り潰し、唯一捜査が入った1996年においても強力な弁護を敷き、守り通した。
なお2018年にエルナン・ララインは新たに就任したチリのセバスティアン・ピニェラ大統領によって司法・人権大臣に任命され、コロニアにおけるこれまでの人権侵害捜査の総責任者となった。すなわち、1970年代から80年代にかけての軍政時代及び軍政後から21世紀を過ぎた現在まで、「コロニア・ディグニダ＝ビジャ・バビエラ」を守り続けた人物が、新しい政権の被害者救済及び行方不明者捜索の総責任を負うことになった。その後、ララインは2022年のピニェラ大統領の辞任に伴い司法・人権大臣を辞任した。

### 映画
- オオカミの家（クリストバル・レオン、ホアキン・コシーニャ監督）
- コロニアの子供たち（マティアス・ロハス・バレンシア監督）
- コロニア（フロリアン・ガレンベルガー監督）